# Мамония
Мамо̀ния (на гръцки: Μαμώνια) е село в Кипър, окръг Пафос. Според статистическата служба на Република Кипър през 2001 г. селото има 40 жители.
Намира се на 8 км североизточно от Никоклея.